# زهرة الحرازي
زهرة الحرازي (مولودة سنة 1971) هي سيدة أعمال من أصل يمني، وهي مؤسسة ومديرة شركة Foundry Communications الكندية.

## النشأة والتعليم
ولدت زهرة الحرازي في مدينة كامبالا عاصمة أوغندا، وكانت تُدرِّس اللغة الإنكليزية لغير الناطقين بها في معهد اللغات اليمني الأمريكي حتى عام 1995، ثم هاجرت بصحبة أطفالها للعيش في كندا سنة 1996.
حصلت زهرة على درجة البكالوريوس في التصميم والتواصل البصري من كلية ألبرتا للفنون والتصميم في كالغاري.

## المهنة
أسَّست زهرة شركة «فاوندري للاتصالات» (بالإنجليزية: Foundry Communications)‏ مع شريك عمل، وهي تمتلك الآن كامل حقوق الشركة وتشغل منصب المديرة الإبداعية فيها.
اشتهرت زهرة الحرازي بفضل نجاحها المهني، وقد حازت في سنة 2009 على جائزة «أفضل أربعين شخصية تحت سنّ الأربعين» في كندا، واختارتها مجلَّة تشاتيلين (بالفرنسية: Chatelaine)‏ لتكون «رائدة الأعمال الكندية للعام» في سنة 2011، وقد وصفتها شبكة النساء المديرات بأنها من أنجح النساء في كندا.
ألقت زهرة خطاباتٍ أمام مؤسَّسات عديدة، ومنها النساء الشابات المؤثّرات (Young Women of Influence) وإيس ناشيونالز (Ace Nationals) ومؤتمر تجارة البريد في العالم مجلس تورونتو للتجارة وجامعة ماونت رويال. وقد كتبت مقالاً لمجلة Financial Post عن تجربتها ومسيرتها المهنية وهويتها الثقافية.